# Sam Hanks
Sam Hanks (n. 13 iulie 1914 – d. 27 iunoe 1994) a fost un pilot de curse auto american care a evoluat în Campionatul Mondial de Formula 1 între anii 1950 și 1957.